# Spytkowice (Wadowice)
Spytkowice è un comune rurale polacco del distretto di Wadowice, nel voivodato della Piccola Polonia.
Ricopre una superficie di 47,03 km² e nel 2004 contava 9 282 abitanti.